# Vukšić Donji
Vukšić Donji – wieś w Bośni i Hercegowinie, w dystrykcie Brczko. W 2013 roku liczyła 352 mieszkańców, z czego większość stanowili Chorwaci.